# Achteruitrijcamera

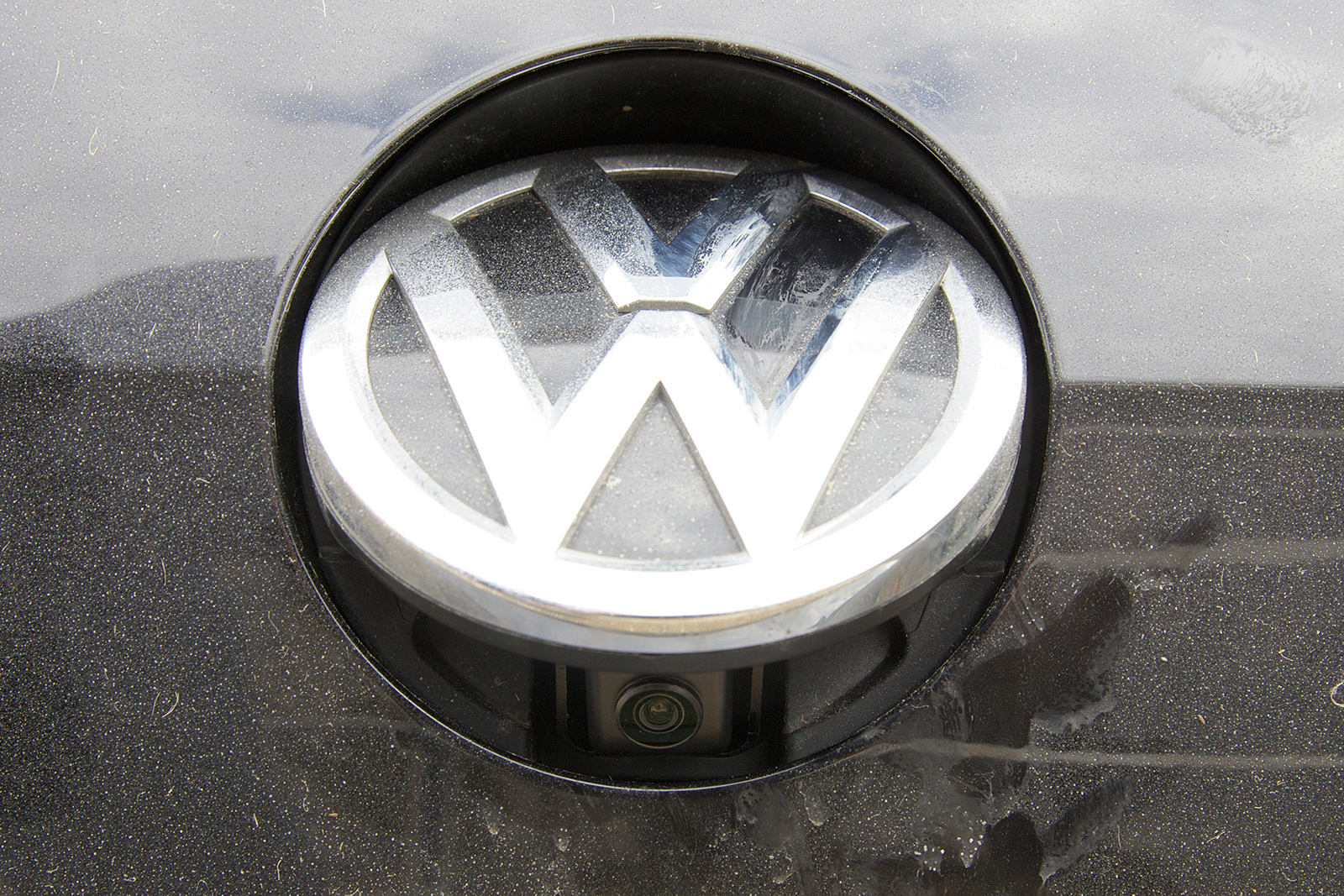
Achteruitrijcamera in een Volkswagenlogo.

Een achteruitrijcamera is een camerasysteem in een auto, bus of vrachtwagen. Het camerasysteem is een hulpmiddel voor bestuurders om tijdens het achteruitrijden te zien wat er zich achter het voertuig afspeelt. Het verschil met achteromkijken of de achteruitkijkspiegel gebruiken is dat de achteruitrijcamera de volledige dode hoek achter de auto weergeeft. Een voordeel hiervan is ook dat bij fileparkeren een de bestuurder of een eventuele bijrijder niet hoeft uit te stappen om te kijken of auto's die achter hem staan niet worden geraakt. 
Waar de camera zich exact bevindt verschilt per voertuig. De meest voorkomende locaties zijn rondom de kentekenplaat, op of nabij de achterruit of het logo van de automerk. Zodra de bestuurder achteruit rijdt, zal de camera geactiveerd worden. De beelden verschijnen vervolgens op de boordcomputer. Sommige boordcomputers geven daarbij door middel van lijnen op het scherm aan hoe breed de auto is.